# ویولا ۱۰۷۶
سیارک ۱۰۷۶ (به انگلیسی: 1076 Viola، نامگذاری:1926TE) هزار و هفتاد و ششمین سیارک کشف شده‌است که در ۵ اکتبر ۱۹۲۶ و در هایدلبرگ کشف شد.
قدر مطلق سیارک برابر ۱۲٫۳۰ است.